# Sancha de Castela, Rainha de Aragão
Sancha de Castela (21 de setembro de 1154 ou 1155 — Villanueva de Sigena, 9 de novembro de 1208, foi uma infanta de Castela e de Leão por nascimento, e rainha consorte de Aragão como esposa de Afonso II de Aragão.

## Família
Sancha foi a única filha e segunda criança nascida  do rei Afonso VII de Leão e Castela e de sua segunda esposa, Riquilda da Polônia. Seus avós paternos eram o conde Raimundo de Borgonha, e a rainha soberana Urraca I de Leão e Castela. Já seus avós maternos eram Vladislau II da Polónia, grão-duque da Polônia e Inês de Áustria.
Seu único irmão integral, Fernando, nasceu em 1153 e morreu em 1157. Do primeiro casamento de Afonso com Berengária de Barcelona, era meia-irmã de: Sancha de Castela, rainha consorte de Sancho VI de Navarra; Sancho III de Castela, sucessor do pai; Constança de Castela, esposa do rei Luís VII de França, e Fernando II de Leão, também rei da Galiza.

## Biografia
Na data de 18 de janeiro de 1174, a infanta Sancha casou-se com o rei Afonso, conhecido como "o Casto" ou "o Trovador", na cidade de Saragoça, na atual Espanha. A noiva tinha cerca de dezenove ou vinte anos de idade, e o noivo, dezessete. Ele era filho do conde Raimundo Berengário IV de Barcelona e da rainha Petronila de Aragão, que abdicou do trono aragonês em favor de Afonso.
A rainha Sancha era patrona de trovadores como Giraud de Calanson e Peire Raymond.
Ela entrou em um conflito legal com o marido, em relação a propriedades que faziam parte de seus estados de dote. Em 1177, ela se apossou de diversos castelos e fortalezas do Condado de Ribagorça que faziam parte da Coroa.
O rei Afonso morreu em 25 de abril de 1196, aos 39 anos de idade. Eles tiveram nove filhos.
Em 1197, a rainha viúva tornou-se uma freira no Mosteiro de Santa Maria de Sigena, que ela própria havia fundado no ano de 1188.
A filha de Sancha, Constança, passou a viver com a mãe no mosteiro após a morte do marido, o rei Emérico da Hungria. Após cinco anos, ela deixou Aragão novamente para se casar com o imperador Frederico II do Sacro Império Romano-Germânico.
Sancha morreu em Villanueva de Sigena no dia 9 de novembro de 1208. Foi enterrada no Mosteiro de Santa Maria de Sigena, em Aragão.

## Descendência
O casal teve nove filhos:
- Pedro II de Aragão (julho de 1178 - 12 de setembro de 1213), rei de Aragão e conde de Barcelona como sucessor do pai. Foi casado com Maria de Montpellier, suo jure senhora de Montpellier. Teve descendência;
- Constança de Aragão (1179 - 23 de junho de 1222), foi consorte do rei Emérico da Hungria, e depois consorte do imperador Frederico II do Sacro Império Romano-Germânico. Foi mãe de Landislau III da Hungria e de Henrique VII da Germânia;
- Afonso II da Provença (1180 - fevereiro de 1209), conde da Provença. Foi marido de Gersenda de Forcalquier. Teve descendência;
- Leonor de Aragão (1182 - fevereiro de 1226), foi a quinta esposa de Raimundo VI de Tolosa. Sem descendência;
- Raimundo Berengário de Aragão (morto jovem);
- Sancha de Aragão (1186 - após 1241), foi a primeira esposa de Raimundo VII de Tolosa. O casal se divorciou, mas tiveram uma filha, Joana de Tolosa, suo jure condessa de Tolosa;
- Fernando de Aragão (1190 - 1249), abade de Montearagón;
- Dulce de Aragão (n. 1192), foi uma freira em Sigena.